# Bara (huyện)
Bara (tiếng Nepal:बारा) là một huyện thuộc khu Narayani, vùng Trung Nepal, Nepal. Huyện này có diện tích 1190 km², dân số thời điểm năm 2001 là 559135 người.

## Dân số
Biến động dân số giai đoạn 1952-2001:
| Năm    | 1952   | 1961   | 1971   | 1981   | 1991   | 2001   |
| ------ | ------ | ------ | ------ | ------ | ------ | ------ |
| Dân số | 210007 | 250054 | 233401 | 318957 | 415718 | 559135 |